# 長野県立穂高商業高等学校
もしかして
- 長野県穂高商業高等学校

ではありませんか？